# Ranxeria índia Cortina
Ranxeria índia Cortina (antigament ranxeria Cortina) és una àrea no incorporada al comtat de Colusa, Califòrnia, amb una elevació de 400 m. Constitueix una reserva índia per a la tribu reconeguda federalment dels nomlakis, una fracció dels wintun. Es troba a unes 15 milles a l'oest d'Arbuckle. El cap tribal és Charlie Wright.